# Tetrathemis polleni
Tetrathemis polleni е вид водно конче от семейство Libellulidae. Видът не е застрашен от изчезване.

## Разпространение
Разпространен е в Ангола, Гамбия, Демократична република Конго, Замбия, Зимбабве, Кения, Либерия, Мадагаскар, Малави, Мозамбик, Нигерия, Сомалия, Танзания, Уганда и Южна Африка.